# 開かれた北韓放送
開かれた北韓放送（ひらかれたほっかんほうそう、英称：Open Radio for North Korea、略称：ORNK）は対北放送の一つ。「開かれた北朝鮮放送」（ひらかれたきたちょうせんほうそう）とも呼ばれている。
2005年12月、開局。韓国初の民間による対北放送である。放送言語は朝鮮語のみである。現在の代表は河泰慶。

## 周波数
| 放送時間（KST） | 周波数            |
| --------------- | ----------------- |
| 23:00～00:00    | 11570kHz          |
| 03:00～04:55    | 774kHz、FM92.3MHz |
| 06:00～07:00    | 7480kHz           |

※KST＝UTC+9
- 周波数は2015年7月現在。

## その他
2014年11月26日 自由朝鮮放送、デイリーNK、OTVの各者及び、開かれた北韓放送を加えた対北4団体は、国民統一放送発起人大会を催し、対北放送媒体「国民統一放送(국민통일방송)」を設立する事を明らかにした。また同年12月13日付で行われた日本国法務省と、「ふるさとの風」の放送主体でもある政府拉致問題対策本部が主催する「対北朝鮮ラジオ放送シンポジウム - 北朝鮮の人権問題・拉致問題とラジオ放送の役割」への同発起団体対北放送関係者の参加を前にして、朝鮮中央通信論評は同年12月9日付でwebサイト「ネナラ」等を通じこれら発起人各団体への名指しでの批難を行い、朝鮮の声放送(同12日付)等、対外放送によっても同論評による批難の声明を放送した。

## 住所
大韓民国ソウル特別市冠岳区冠岳私書箱50号 /開かれた北朝鮮放送